# Грчка салата
Грчка салата (грч.  [xorˈjatiki salata] „сеоска салата“ или грч. θερινή σαλάτα [θeriˈni saˈlata] „летња салата“) је салата из грчке кухиње.
Грчка салата је направљена са комадима парадајза, краставаца, нарезаног лука, фета сира, и маслинама (обично каламата маслине), обично зачињене сољу и ориганом, и преливена маслиновим уљем. Могу да се користе и кришке зелених паприка.
Термин "грчка салата" се такође користи у Северној Америци, Аустралији, Јужној Африци и Великој Британији, односи се на зелену салатом са грчким састојцима, преливена уљем и сирћетом. У овим земљама, права грчка салата, може бити названа од стране грчког термина horiatiki или изразом као "сеоска салата" или "сељачка салата", да би избегли забуну. Зелена салата, парадајз, фета, и маслине су стандардни елементи у Америчком стилу грчке салате, али могу да се користе и краставци, љуте папричице, паприке, лук, ротквице и инћуни/сардине.
У прошлом веку, разне друге салате су такође називане "Грчка салата", укључујући и неке које нису биле повезане са грчком кухињом. 1925. године Аустралијски новинар је описао Грчку салату као кувану бундеву са преливом од киселог млека; 1934. године Амерички новинар описао је зелену салату преливену мајонезом са исецканим купусом и шаргарепом као Грчку салату.

## Остале салате у Грчкој
Постоје многе друге салате из грчке кухиње. То су: већ наведени мароули (зелена салата) са луком и мирођијом; купус салата са белим луком (Лахано салата), преливена са маслиновим уљем и соком од лимуна; кромпир салата са маслиновим уљем, ситно нарезаним луком и сирћетом или лимуновим соком; Тарамо салата (грч. ταραμοσαλάτα) са посољеном икром бакалара, шарана или другом морском или речном рибом, помешана са презлама или пире кромпиром, са додатком лимуна, сирћета и маслиновог уља.